# هانز جيورج ماسن
هانز جيورج ماسن (بالألمانية: Hans-Georg Maaßen) (مواليد 24 نوفمبر 1962 في مونشنجلادباخ) هو محام ألماني، ورئيس المكتب الاتحادي لحماية الدستور من 1 أغسطس 2012 حتى 18 سبتمبر 2018، وهو جهاز المخابرات الداخلية في جمهورية ألمانيا الاتحادية. بعد تصريحات صحفية مثيرة للجدل، قرر الائتلاف الحاكم إزاحته من رئاسة مكتب حماية الدستور إلى منصب مستشار خاص في وزارة الداخلية، وعُين توماس هالدنفانج محله. وعلى أثر تصريحات لاحقة له، تقرر إحالته للتقاعد.
في سبتمبر 2018، طالبت جهات في البرلمان الألماني باستجوابه بعدما نُشرت تقارير إعلامية تتحدث عن تقديمه نصائح لفراوكه بيتري القيادية في حزب البديل من أجل ألمانيا ليتجنب الحزب المراقبة من هيئة حماية الدستور. كان مصدر هذه التقارير كتاب حديث للعضوة السابقة في حزب البديل فرنسيسكا شرايبر ذكرت فيه أيضًا أن ماسن نصح فراوكه بيتري بأن تشرع في اتخاذ إجراءات لعزل بيورن هوكه من الحزب، وهو أحد المقربين من النازيين الجدد. في 11 أغسطس، قال الرئيس الحالي لحزب البديل ألسكندر جاولاند أنه اجتمع بالفعل مع ماسن، وناقش في الاجتماع تأثيرًا روسيًّا محتملًا على أعضاء الحزب. وأصدر المكتب الاتحادي لحماية الدستور بيانًا أشار إلى أن من المعتاد أن يجتمع رئيس المكتب مع أعضاء البرلمان ونفى البيان تقديم نصائح لحزب البديل.
في لقاء لصحيفة بيلد نُشر في 7 سبتمبر 2018، أثار أيضًا الانتقادات بتصريحاته حول الأدلة على حوادث مطاردة الأجانب في كيمنتس (انظر احتجاجات كيمنتس 2018)؛ حيث قال أن لديه شكوكًا حول «تقارير إعلامية بشأن مطاردة متطرفين من اليمين أجانب في كيمنتس» وأن فيديو يظهر أحد هذه الحوادث «ربما يكون مفبركًا». طلب وزير الداخلية هورست زيهوفر من ماسن تقديم تفسير لتصريحاته. في 12 سبتمبر، مَثُل ماسن أمام لجنة برلمانية للرقابة على المخابرات لتوضيح تصريحاته. وطالبت عدة أحزاب بإقالته؛ من بينها الحزب الاشتراكي الديمقراطي الشريك في الائتلاف الحاكم. في 17 سبتمبر 2018، نشرت العديد من وسائل الإعلام أخبارًا تفيد بأن المستشارة أنجيلا ميركل قررت إقالة ماسن من منصبه؛ وذلك لتدخله في الحياة السياسية اليومية.
في اليوم التالي أصدر مكتب المستشارة بيانًا جاء فيه أن هانز جيورج ماسن سينقل إلى منصب جديد في وزارة الداخلية، حيث تقرر أن يصبح سكرتير دولة في الوزارة؛ وهو ما أثار المزيد من الجدل؛ فالمنصب الجديد يزيد راتبه فيه عن سابقه بحوالي 30 ألف يورو سنويًّا. وبعد انتقادات داخل الحزب الاشتراكي الديمقراطي، طالبت رئيسة الحزب أندريا ناليس المستشارة ميركل بإعادة تقييم قضية ماسن. في 23 سبتمبر، تقرر تعيين ماسن مستشارًا خاصًا في منصب رئيس قسم لشؤون المهام الأوروبية والدولية في وزارة الداخلية دون زيادة راتبه وذلك بعد لقاء قمة ثان لرؤساء الائتلاف الحاكم.
بعد إلقائه خطابًا تضمن عبارات «غير مقبولة» أمام نظرائه الأوروبيين في 18 أكتوبر، طلب زيهوفر من الرئيس فرانك-فالتر شتاينماير إحالة ماسن للتقاعد. ووقع الرئيس القرار في 8 نوفمبر.
في أغسطس 2019، قالت  أنيجريت كرامب-كارنباور، خليفة أنجيلا ميركل في رئاسة الحزب المسيحي الديمقراطي، ردًّا على سؤال صحفي حول ما إذا كانت تدرس عزل هانز جيورج ماسن من الحزب، إنها لا ترى أي موقف يربطه فعليًّا بالحزب المسيحي الديمقراطي. رد ماسن على هذا التلميح في تعليق صحفي إذ قال أنه ليس من ابتعد عن الحزب، بل إن الحزب تحت قيادة أنجيلا ميركل قد مال إلى اليسار.
في يناير 2023، بعد حديثه عن «عقيدة عنصرية» للاشتراكيين والخضر، وأن «القوى الدافعة في المجال السياسي والإعلام» هي «العنصرية الإقصائية ضد البيض». طلبت رئاسة حزب الاتحاد الديمقراطي المسيحي من ماسن مغادرة الحزب بحلول 5 فبراير 2023، وإلا ستبدأ في إجراءات عزله.
انتُخب هانز جيورج ماسن بأغلبية 95% رئيسًا لجمعية اتحاد القيم في يناير 2024، وهو تجمع للأعضاء المحافظين في حزبي الاتحاد الديمقراطي المسيحي والحزب المسيحي الاجتماعي البافاري. وأعلن نيته الاستقالة من الحزب الديمقراطي المسيحي في 25 يناير 2024.
كُشف في نهاية يناير 2024 أن مكتب حماية الدستور أصبح يصنف هانز جيورج ماسن في تصنيف اليمين المتطرف، وأنه أصبح موضع مراقبة من جانب مكتب حماية الدستور. ذكر ماسن في 30 مارس من العام نفسه أنه رفع دعوى قضائية في محكمة كولونيا الإدارية على مكتب حماية الدستور بتهمة السلوك غير القانوني وغير الدستوري.

## هوامش

### تعريب
1. ↑  هانز غيورغ ماسن، هانز گيورگ ماسن.
2. ↑  مونشنغلادباخ، مونشنگلادباخ.
3. ↑  أنغيلا ميركل، أنگيلا ميركل.
4. ↑  فرانك ڤالتر-شتاينماير

### استشهادات
1. ↑   https://partei-werteunion.de/wp-content/uploads/2024/02/PM-Parteigruendung-18-02-2024-WerteUnion.pdf. {{استشهاد ويب}}: |url= بحاجة لعنوان (مساعدة) والوسيط |title= غير موجود أو فارغ (من ويكي بيانات) (مساعدة)
2. ↑  "Verfassungsschutz hat Ex-Präsident Maaßen als Rechtsextremisten gespeichert" (بالألمانية). Retrieved 2024-01-31.
3. ↑  ""فضيحة" تلاحق رئيس جهاز المخابرات الداخلية الألمانية". دويتشه فيله. 14 أغسطس 2018. مؤرشف من الأصل في 2018-08-15. اطلع عليه بتاريخ 2018-09-17.
4. 1 2  "الاستخبارات الداخلية الألمانية تنفي تقديم نصائح للبديل الشعبوي". دويتشه فيله. 31 يوليو 2018. مؤرشف من الأصل في 2018-09-25. اطلع عليه بتاريخ 2018-09-25.
5. ↑  "تزايد الضغط على مدير جهاز الأمن الداخلي الألماني بعد احتجاجات كيمنتس". رويترز العربية. 8 سبتمبر 2018. مؤرشف من الأصل في 2018-09-08. اطلع عليه بتاريخ 2018-09-17.
6. ↑  "زيهوفر يطالب رئيس الاستخبارات الداخلية بتفسير تصريحاته عن كمنيتس". دويتشه فيله. 11 سبتمبر 2018. مؤرشف من الأصل في 2018-09-18. اطلع عليه بتاريخ 2018-09-17.
7. ↑  "المطالبات بإقالة رئيس الاستخبارات الداخلية تنذر بتصعيدٍ جديد بين ميركل ووزير داخليتها". العربي الجديد. 11 سبتمبر 2018. مؤرشف من الأصل في 2018-09-17. اطلع عليه بتاريخ 2018-09-17.
8. ↑  "ميركل تقيل رئيس الاستخبارات بعدما "تجاوز حدوده"". سكاي نيوز عربية. 17 سبتمبر 2018. مؤرشف من الأصل في 2018-09-18. اطلع عليه بتاريخ 2018-09-17.
9. ↑  "حكومة ميركل تحت الضغط رغم إزاحة رئيس الاستخبارات الداخلية". دويتشه فيله. 18 سبتمبر 2018. مؤرشف من الأصل في 2018-09-19. اطلع عليه بتاريخ 2018-09-18.
10. ↑  "الائتلاف الحاكم في ألمانيا يتوصل لاتفاق لحل أزمة رئيس المخابرات". رويترز العربية. 23 سبتمبر 2018. مؤرشف من الأصل في 2018-09-23. اطلع عليه بتاريخ 2018-09-24.
11. ↑  "رئيس ألمانيا يصادق على إحالة رئيس «الاستخبارات الداخلية» للتقاعد". الشروق. 8 نوفمبر 2018. مؤرشف من الأصل في 2018-11-09. اطلع عليه بتاريخ 2018-11-09.
12. ↑  "رئيس شباب حزب ميركل: لا يمكن استبعاد أحد من الحزب بسبب النقد". الشروق. 17 أغسطس 2019. مؤرشف من الأصل في 2019-09-24. اطلع عليه بتاريخ 2019-08-17.
13. ↑  "رئيس الاستخبارات الداخلية السابق يتهم حزب ميركل بالميل نحو اليسار". الشروق. 17 أغسطس 2019. مؤرشف من الأصل في 2019-09-22. اطلع عليه بتاريخ 2019-08-22.
14. ↑  "رئيس الاستخبارات الألمانية السابق في عين الإعصار". دويتشه فيله. 30 يناير 2023. مؤرشف من الأصل في 2023-02-02. اطلع عليه بتاريخ 2023-01-30.
15. ↑  "اختيار هانز جيورج ماسن رئيسا لاتحاد القيم في ألمانيا". الشروق. 28 يناير 2024. مؤرشف من الأصل في 2023-01-29. اطلع عليه بتاريخ 2024-01-11.
16. ↑  "الرئيس السابق للاستخبارات الداخلية الألمانية يترك الحزب المسيحى الديمقراطى". 26 يناير 2024. مؤرشف من الأصل في 2024-01-27. اطلع عليه بتاريخ 2024-02-11.
17. ↑  "ألمانيا: الاستخبارات الداخلية تراقب مديرها السابق ماسن بتهمة التطرف اليميني". وكالة نوفا. 11 فبراير 2024. مؤرشف من الأصل في 2024-12-08.
18. ↑  "رئيس جهاز الاستخبارات الألماني السابق يقاضي الجهاز". دويتشه فيله. 3 يوليو 2024. مؤرشف من الأصل في 2024-12-08. اطلع عليه بتاريخ 2014-07-11.

## وصلات خارجية
- هانز جيورج ماسن على موقع IMDb (الإنجليزية)
- هانز جيورج ماسن على موقع مونزينجر (الألمانية)